# Ksenja
Ksenja je žensko osebno ime.

## Izvor imena
Ime Ksenja je različica ženskega osebnega imena Ksenija.

## Pogostost imena
Po podatkih Statističnega urada Republike Slovenije je bilo na dan 31. decembra 2007 v Sloveniji število ženskih oseb z imenom Ksenja: 388.

## Osebni praznik
Osebe z imenom Ksenja lahko godujejo takrat kot osebe z imenom Ksenija.